# أباتشي (شعب)

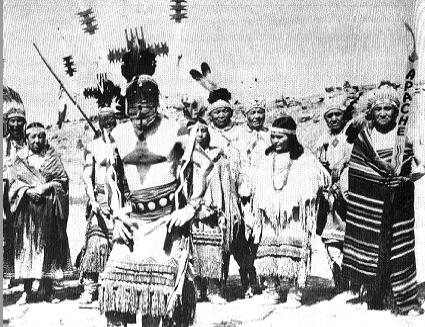
أباتشي

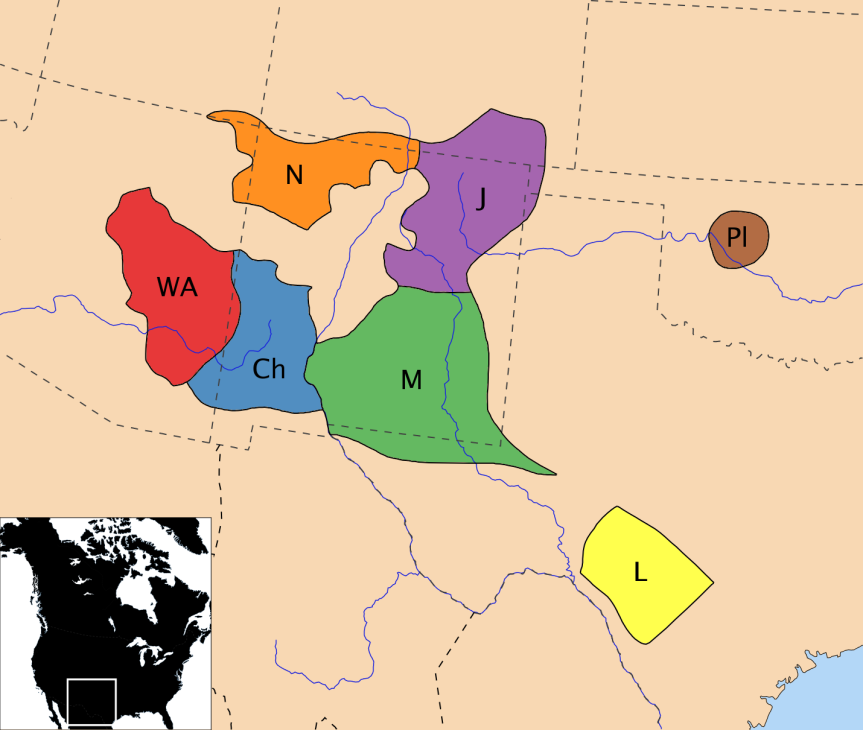

الأباشَة أو الأباتشي أو الأباش (Apache) هي مجموعة من قبائل الهنود الحمر السكان الأصليين لأمريكا الشمالية. لغتهم لغة أثاباسكان الجنوبية، والتعريف الحديث لهم يستثني شعب نافويا المتقارب. هاجموا حضارتي المايا والتولتك.وقاوموا الأسبان في مطلع القرن 16 عندما غزوا المكسيك. وكلمة(أباش) بالأسبانية معناها سفلة ليس سفله لكن اوباش في اللغة العربية
( ووبشت قريش أوباشا لها ) أي جمعت جموعا من قبائل شتى
. وكان الأباش يمارسون صيد الجاموس الوحشي والخيول عن طريق تقفي الأثر والتربص والانقضاض. وكانوا يرقصون رقصة الحرب مع دق الطبول ودهان أجسامهم باللون الأحمر. وكانوا يسيرون للحرب علي صوت النفر المصنوع من قرن الجاموس.
تاريخيًا، تألفت مَواطن الأباتشي من الجبال العالية والوديان المحمية والمائية والأخاديد العميقة والصحاري والسهول الكبرى الجنوبية، بما في ذلك المناطق المعروفة الآن أريزونا الشرقية والمكسيك الشمالية (سونورا وتشيهواهوا) ونيو مكسيكو وتكساس الغربية وجنوب كولورادو. تُعرف هذه المناطق بشكل جماعي باسم أباتشيريا. قاتلت قبائل الأباتشي الشعوب الإسبانية والمكسيكية الغازية لقرون. يبدو أن أول غارات أباتشي على سونورا حدثت خلال أواخر القرن السابع عشر. في مواجهات القرن التاسع عشر خلال الحروب الأمريكية الهندية، وجد الجيش الأمريكي الأباتشي محاربين شرسين واستراتيجيين بارعين.

## حضارة ما قبل تشكل المحميات

### المنظومة الاجتماعية
عاش جميع شعوب الأباتشي في وحدات عائلية موسّعة (أو مجموعات عائلية)؛ عاشوا عادة قرب بعضهم البعض، كل نواة أسرية في مسكن منفصل. تتكون الأسرة الموسعة بشكل عام من زوج وزوجة وأطفالهم غير المتزوجين وبناتهم المتزوجات وأزواج بناتهم المتزوجات وأطفال بناتهم المتزوجات. وهكذا، فإن الأسرة الكبيرة متصلة من خلال سلالة من النساء اللاتي يعشن معًا (أي الإقامة الزوجية)، والتي يمكن للرجال الدخول فيها عند الزواج (تاركين وراءهم أهاليهم).
عندما تتزوجت ابنة أحدهم، يُبنى مسكن جديد لهما بالقرب منهم. من بين النافاجو، تُستمد حقوق الإقامة في نهاية المطاف من الأم الرئيسية. على الرغم من أن الأباتشي الغربيين عادة ما مارسوا الإقامة الزوجية، في بعض الأحيان اختار الابن الأكبر إحضار زوجته للعيش مع والديه بعد الزواج. مارست جميع القبائل زيجات الأخ من زوجة أخيه المتوفي وزيجات الزوج من شقيقة زوجته.
يمارس رجال الأباتشي درجات متفاوتة من «تلافي» أقارب زوجته، ممارسة غالبًا ما تُلاحظ بدقة من خلال المسافة بين الحماة والصهر. اختلفت درجة التجنب في مجموعات أباتشي المختلفة. يوجد النظام الأكثر تفصيلاً بين أفراد شيريكاوا، إذ كان على الرجال استخدام الكلام المهذب غير المباشر تجاههنّ ولم يُسمح لهم التواجد ضمن مجال الرؤية لأقارب الزوجة الإناث، اللاتي كان على الرجل تجنبهنّ. وتجنّبته أيضًا أقاربه من إناث شيريكاوا خلال الزواج.
عملت العديد من العائلات المتسعة سويةً بمثابة «مجموعة محلية»، قامت ببعض الاحتفالات والأنشطة الاقتصادية والعسكرية. كانت القيادة السياسية موجودة في الغالب على مستوى المجموعة المحلية. ترأس المجموعات المحلية زعيم، رجل كان له تأثير كبير على الآخرين في المجموعة بسبب فعاليته وسمعته. كان الزعيم أقرب بدوره المجتمعي للقائد في حضارة الأباتشي. لم يكن المنصب متوارثًا، وغالبًا ما كان يشغل المنصب أفراد من عائلات متسعة مختلفة. كانت قيادة الزعيم قوية مثل المتوقّع منه -لم يكن أي عضو في المجموعة مجبرٌ على اتباع الزعيم. تضمنت معايير أباتشي الغربية لتقييم الزعيم الجيد: الاجتهاد والكرم والحياد والصبر والضمير والبلاغة في اللغة.
انضم العديد من شعوب الأباتشي معًا إلى عدة مجموعات محلية في «فُرَق». كان تنظيم الفرقة أقوى في قبيلتي شيريكاوا وأبارشي الغربية، بينما كان التنظيم في ليبان ومسكليرو ضعيفًا. لم ينظم النافاهو الجماعات المحلية في مجموعات، ربما بسبب متطلبات اقتصاد الرعي. ومع ذلك، كان لدى النافاجو «الكتيبة»، أي مجموعة من الأقارب أكبر من الأسرة المتسعة، ولكنها ليست بحجم مجتمع المجموعة المحلية أو الفرقة.
على المستوى الأوسع، نظمت الأباتشي الغربية فرقًا لما أُطلق عليه غرينفيل غودوين «المجموعات». أبلغ عن خمس مجموعات لأباشتي الغربية: شمال تونتو وجنوب تونتو وسيبيشي وسان كارلوسو والوايت ماونتن. جمّع جيكاريلا فرقهم في «شقوق»، ربما متأثر ببويبلو الشمالي الشرقي كمثال على ذلك. كان لدى أباتشي الغربية ونافاجو أيضًا نظام من «العشائر» الأمومية التي نُظّمت بشكل أكبر على شكل أخويات (ربما متأثرة بويبلو الشرقية الغربية).
إن مفهوم «القبيلة» في ثقافات الأباتشي ضعيف للغاية؛ في الأساس كان مجرد اعتراف «بأن المرء مدين بالقليل من الضيافة لأولئك الذين لهم نفس الكلام واللباس والعادات». تمتّعت قبائل أباتشي باستقلالية سياسية عن بعضها بعض وحتى حاربوا بعضهم البعض. على سبيل المثال، تقاتلت ليبان مرة واحدة ضد ميسكاليرو.

### الطعام
حصل أباتشي على الطعام من أربعة مصادر رئيسية:
- صيد الحيوانات البرية،
- جمع النباتات البرية،
- زراعة النباتات المنزلية
- التجارة مع أو إغارة على القبائل المجاورة للحصول على الماشية والمنتجات الزراعية.

هناك أنواع معينة من الأطعمة تتناولها المجموعة حسب بيئتها الخاصة.

#### الصيد
أُجري الصيد في المقام الأول من قبل الرجال، على الرغم من وجود استثناءات في بعض الأحيان اعتمادًا على الحيوان والثقافة (على سبيل المثال، يمكن أن تساعد نساء ليبان في صيد الأرانب، يُسمح أيضًا لأطفال شيريكاوا في صيد الأرانب).
غالبًا ما كان للصيد تحضيرات مفصّلة، مثل الصيام والطقوس الدينية التي يقوم بها رجال الطب قبل وبعد الصيد. في ثقافة ليبان، بما أن الغزلان كانت محمية من قبل ماونتن سبيريتس، تُوخّي الحذر الشديد في طقوس ماونتن سبيريتس من أجل ضمان صيد سلس للغزلان. يجب أيضًا أن تُذبح الحيوانات باتباع إرشادات دينية معينة (سُجّلت الكثير منها في القصص الدينية) من وصف كيفية ذبح الحيوانات، وما هي الصلوات للتلاوة، والتخلص السليم من العظام. شاع بين الصيادين الأتاباسكان الجنوبيين توزيع الفريسة المذبوحة بنجاح. على سبيل المثال، كان من المتوقع في قبيلة مسكليرو أن يشارك الصياد ما يصل إلى نصف ذبيحته مع زميلٍ صياد ومع المحتاجين في المخيم. عبّرت مشاعر الأفراد بشأن هذه الممارسة عن الالتزام الاجتماعي والسخاء العفوي.
كان القوس والسهم سلاحا الصيد الأكثر شيوعًا قبل إدخال البنادق الأوروبية. استُخدمت استراتيجيات الصيد المختلفة. تضمنت بعض التقنيات استخدام أقنعة رأس الحيوان وارتدائها كتمويه. استُخدمت الصافرات في بعض الأحيان لجذب الحيوانات للاقتراب. تقنية أخرى هي طريقة التناوب في الصيد إذ يطارد الصيادون المتمركزون في نقاط مختلفة الفريسة بالتناوب من أجل إرهاق الحيوان. وشملت طريقة مماثلة مطاردة الفريسة أسفل منحدر حاد.
كان هناك حيوانات معينة تناولها محرّم. على الرغم من أن الثقافات المختلفة كان لها محرمات مختلفة، إلا أن بعض الأمثلة الشائعة للحيوانات المحرمات شملت الدببة والبقر والديك الرومي والأسماك والثعابين والحشرات والبوم والقيوط. مثال على الاختلافات المحظورة: كان الدب الأسود جزءًا من نظام ليبان الغذائي (على الرغم من أنه ليس شائعًا مثل الجاموس أو الغزلان أو الظباء)، لكن الجيكاريلا لم يأكلوا الدبب أبدًا لأنه اعتُبر حيوانًا شريرًا. كانت بعض المحرمات ظواهر إقليمية، مثل تناول الأسماك، والتي كانت من المحرمات في جميع أنحاء الجنوب الغربي (مثل بعض حضارات بويبلو مثل هوبي وزوني) وتعتبر شبيهة بالثعبان (حيوان شرير) بمظهرها الجسدي.
اصطاد الأباتشي الغربيون الغزلان والظبي غالبًا في أواخر موسم الخريف المثالي. بعد أن دُخّن اللحم إلى شرائح مقددة خلال شهر نوفمبر، هاجروا من مواقع المزرعة على طول ضفاف الأنهار في الجبال إلى المخيمات الشتوية في أنهار سالت والأسود وجيلا وحتى وديان نهر كولورادو.
الفريسة الأساسية لشيريكاوا هي الغزلان تليها الظباء. وشملت الفرائس الأخرى: الأرانب قطنية الذيل (ولكن ليس الأرنب البري) والأبوسوم والسناجب والخيول الفائضة والبغال الفائضة والوبيتي (الأيائل) والماشية البرية والجيروذ.
اصطادت قبيلة مسكليرو الغزلان في المقام الأول. تشمل الحيوانات الأخرى التي اصطيدت: أكباش الجبال الصخرية والجاموس (لأولئك الذين يعيشون بالقرب من السهول) والأرانب ذات الذيل القطني والأيائل والخيول والبغال والأبوسوم والظباء والثيران البرية والجيروذ. كما اصطيدت القنادس والمنك وفأر المسك وحيوانات ابن اوى لجلودهم وأجزاء من أجسادهم، لكنّهم لم يتناولونها.
الطرائد الحيوانية الرئيسية لجيكاريلا هي أكباش الجبال الصخرية والجاموس والغزلان والأيائل والظئبان. شملت الفرائس الأخرى القنادس وأكباش الجبال الصخرية والأرانب البرية والسناجب والحمائم والخنازير الأرضية والطيهوج والبيكاري والشيهم وكلاب المروج وطائر السمان والأرانب والظربان والطيور الثلجية والسناجب والديك الرومي والجيروذ. أُكلِت الحمير والخيول فقط في حالات الطوارئ. لم تؤكل المنك وحيوانات ابن آوى والقطط البرية والذئاب ولكنها اصطيدت للحصول على أجزاء من أجسادها.
الطعام الرئيسي لليبان هو الجاموس مع مطاردة لمدة ثلاثة أسابيع خلال الخريف والصيد على نطاق أصغر استمر حتى الربيع. الحيوان الثاني الأكثر استخدامًا هو الغزال. شُرب دم الغزلان الطازج من أجل صحة جيدة. شملت الحيوانات الأخرى القنادس والأكباش والدببة السوداء والحمير والبط والأيائل والأسماك والخيول والأسود الجبلية والحمامات الحداد والبغال وكلاب المروج والظئبان وطائر السمان والأرانب والسناجب والديك الرومي والسلاحف والجيروذ. أُكلت الظربان فقط في حالات الطوارئ.
سعى صيادو أباتشي البلاينز في المقام الأول وراء الجاموس والغزلان. اصطيدت حيوانات أخرى: الغرير والدببة والقنادس والدجاوزيات والأوز والأوبوسوم والثعالب المائية والأرانب والسلاحف.